# John Bent
Pour les articles homonymes, voir Bent.
John Bent (né le 5 août 1908 en Pennsylvanie et mort le 5 juin 2004 à Lake Forest (Illinois)) est un hockeyeur sur glace américain. Lors des Jeux olympiques d'hiver de 1932 disputés à Lake Placid, il remporte la médaille d'argent.

## Palmarès
- Médaille d'argent aux Jeux olympiques de Lake Placid en 1932